# Rajd Azorów 2017
Rajd Azorów 2017 (52. Azores Airlines Rallye) – 52. Rajdu Azorów rozgrywany w Portugalii od 30 marca do 1 kwietnia 2017 roku. Była to pierwsza runda Rajdowych Mistrzostw Europy w roku 2017. Rajd został rozegrany na nawierzchni szutrowej. Baza imprezy była zlokalizowana na Azorach w miejscowości Ponta Delgada.

## Wyniki końcowe rajdu[1]
| Miejsce | Kierowca             | Pilot                  | Samochód        | Czas      | Strata   | Pkt ERC |
| ------- | -------------------- | ---------------------- | --------------- | --------- | -------- | ------- |
| 1       | Bruno Magalhães      | Hugo Magalhães         | Škoda Fabia R5  | 2:37:04.3 | -        | 25+13   |
| 2       | Marijan Griebel      | Stefan Kopczyk         | Škoda Fabia R5  | 2:38:38.7 | +1:34.4  | 18+8    |
| 3       | Josh Moffett         | James Fulton           | Ford Fiesta R5  | 2:41:55.2 | +4:50.9  | 15+5    |
| 4       | Pepe López           | Borja Rozada           | Peugeot 208 T16 | 2:43:10.2 | +6:05.9  | 12+4    |
| 5.      | Nikołaj Griazin      | Jarosław Fiedorow      | Škoda Fabia R5  | 2:43:15.2 | +6:10.9  | 10+4    |
| 6.      | Pedro Meireles       | Mário Castro           | Škoda Fabia R5  | 2:44:34.0 | +7:29.7  | 8+1     |
| 7.      | Ralfs Sirmacis       | Arturs Šimins          | Škoda Fabia R5  | 2:44:38.1 | +7:33.8  | 6+2     |
| 8.      | João Barros          | Jorge Henriques        | Ford Fiesta R5  | 2:46:10.3 | +9:06.0  | 4       |
| 9.      | Carlos Vieira        | Jorge Eduardo Carvalho | Citroën DS3 R5  | 2:46:23.0 | +9:18.7  | 2       |
| 10.     | Miguel Barbosa       | Miguel Ramalho         | Škoda Fabia R5  | 2:48:40.7 | +11:36.4 | 1       |
| ...     | ...                  | ...                    | ...             | ...       | ...      | ...     |
| 32.     | Kajetan Kajetanowicz | Jarosław Baran         | Ford Fiesta R5  | 3:18:46.9 | +41:42.6 | 0+6     |
| NU.     | Aleksiej Łukjaniuk   | Aleksiej Arnautow      | Ford Fiesta R5  | -         | -        | 0+3     |
| NU.     | Jan Černý            | Petr Černohorský       | Škoda Fabia R5  | -         | -        | 0+1     |